# Pilot

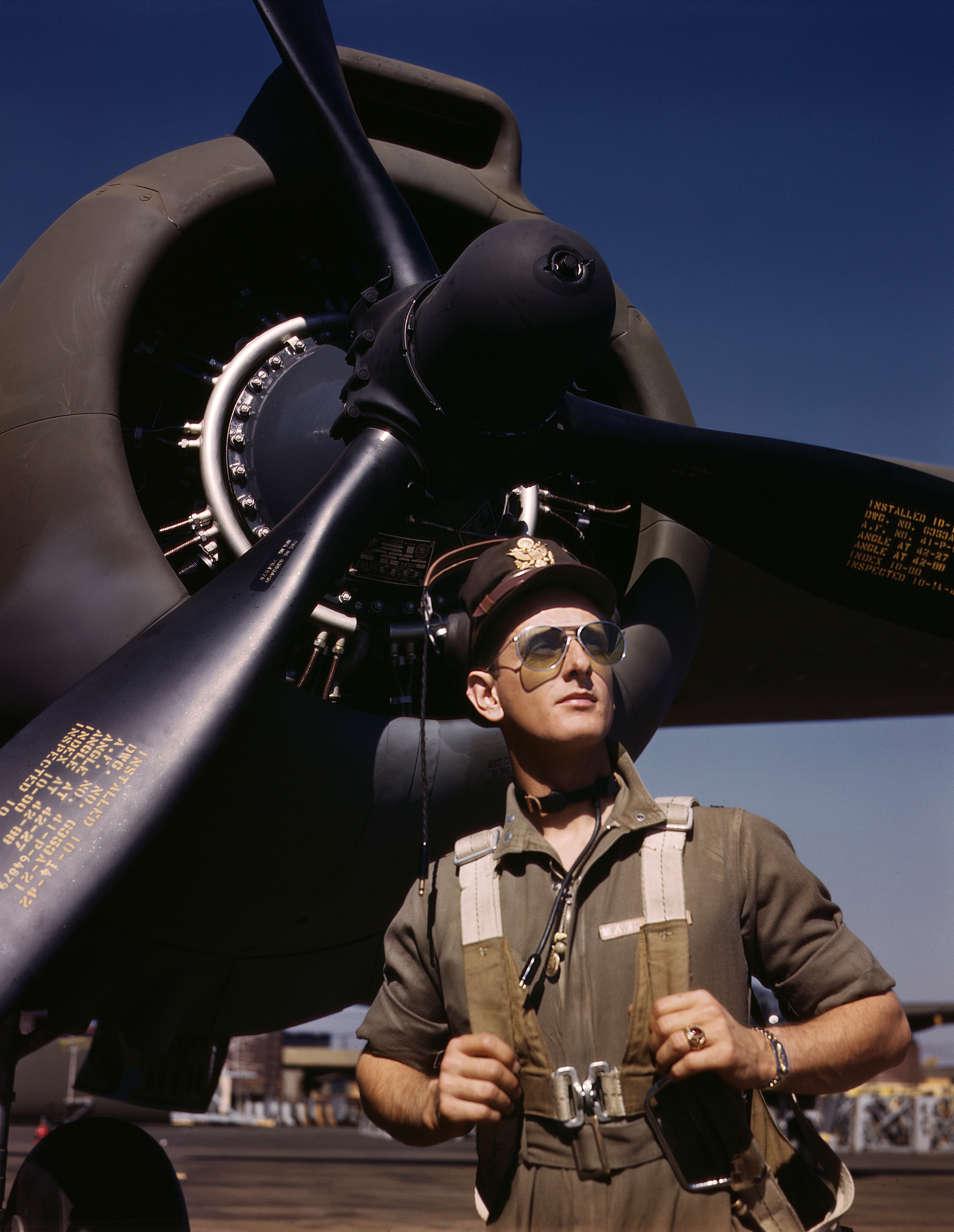
Pilot United States Army Air Forces

Adriana Bisi Fabbri, "Pilot", 1912

Pilot je osoba, která ovládá létající stroj, jako letadlo, vrtulník, kosmickou loď nebo jiný, i nemotorový letecký prostředek, případně dohlíží na automatické ovládací přístroje. Oficiálně je za pilota považován držitel platného pilotního průkazu, nebo pilotní žák. V každém případě tato osoba zajišťuje plynulý let a věci s ním spojené. Označení pilot se vžilo také pro řidiče formulí a také pro osoby řídící dopravní prostředky ve speciálních podmínkách namísto běžné obsluhy (např. při pohybu velkých lodí v přístavech).
Pilot může být jak na profesionální, tak na amatérské úrovni, dále pak mohou být piloti rozdělováni na sportovní, vojenské, dopravní atd. Práce pilota se sice různí podle toho, jaký prostředek pilotuje, základy jsou ovšem stejné.

## Pilot letadla
Pilot letadla je kromě „řidiče“ také kontrolor stroje jak na zemi, tak, a to hlavně, ve vzduchu. Před startem i za letu musí kontrolovat kromě jiného průtok paliva, teploty oleje, skříní motoru, turbín, hydrauliku, rychlost, směr atd. Mimo to musí komunikovat s řízením letového provozu. V některých letadlech je veškerá tato činnost rozdělena mezi dva piloty. V dnešní době napomáhají řízení také autopiloty. Oficiálním komunikačním jazykem pilotů na mezinárodní úrovni je angličtina.

### Pilotní výcvik na motorové letadlo
Začít výcvik na motorovém letadle lze od 17 let (do 18 let je zapotřebí písemný souhlas zákonných zástupců, po dovršení věku 18 let a dolétání výcviku, lze získat pilotní licenci). Zájemce musí zvládnout pilotní výcvik a nalétat dostatečný počet hodin (motorová letadla 180 hodin, větroně cca 40 hodin), aby byl plnohodnotným pilotem. Výcvik bývá časově i finančně náročný. Na typech letounů ULL (Ultralight) a GLD (větroně) se smí létat od 14 let.